# Plínio, o jovem, sobre os Cristãos

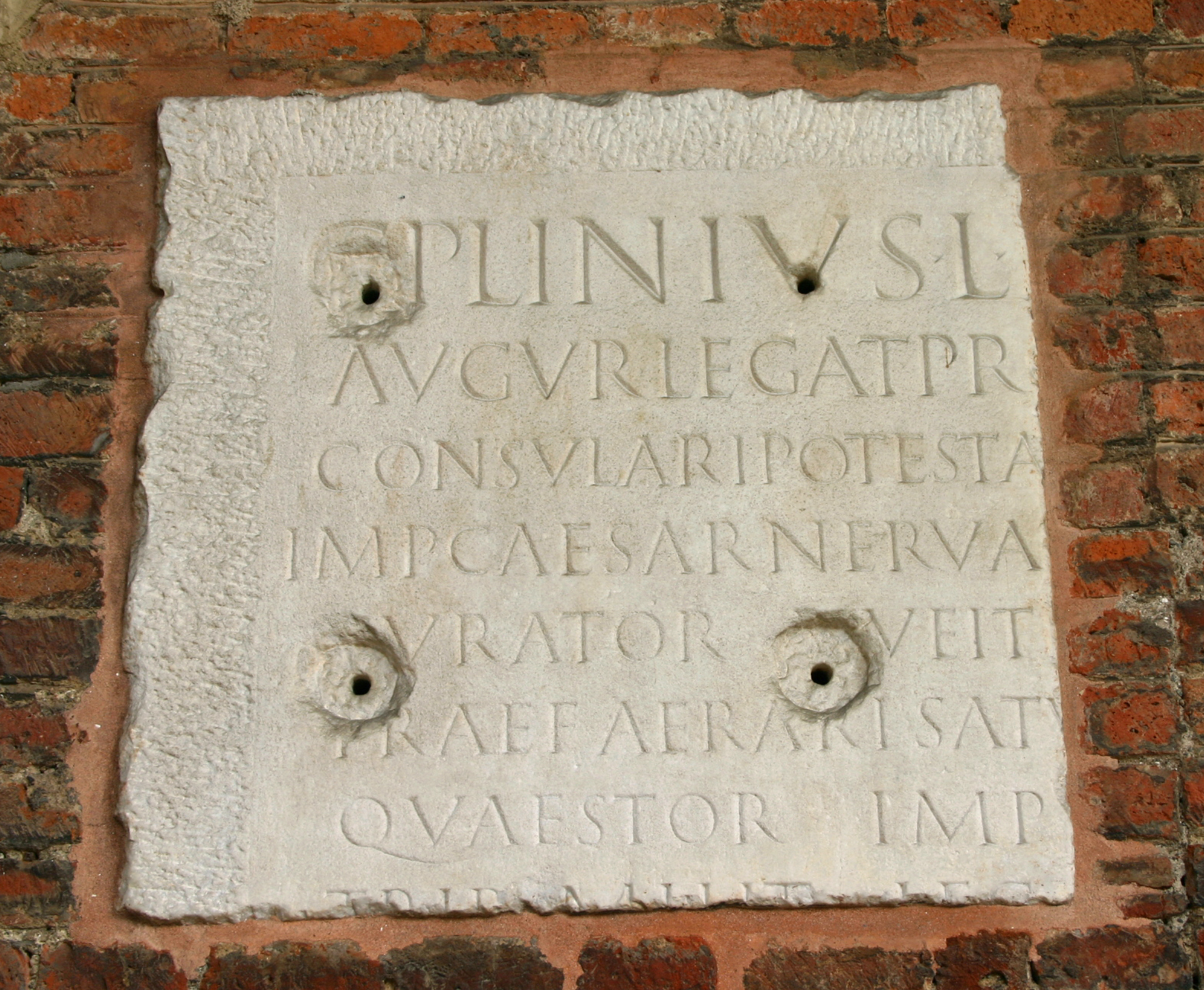
Fragmento de uma inscrição com o nome Plínio, Basílica de Santo Ambrósio, Milão

Plínio, o Jovem, o governador romano da Bitínia e do Ponto (agora na Turquia moderna) escreveu uma carta ao imperador Trajano por volta de 112 d.C. e pediu conselhos sobre como lidar com a comunidade cristã primitiva. A carta (Epistulae X.96) detalha um relato de como Plínio realizaram ensaios de supostos cristãos que apareceram antes dele, como resultado de denúncias anônimas e pede orientação do Imperador sobre como eles devem ser tratados.
Nem Plínio nem Trajano mencionam o crime que os cristãos haviam cometido, exceto por serem cristãos; e outras fontes históricas não fornecem uma resposta simples para o que esse crime poderia ser, mas provavelmente devido à teimosa recusa dos cristãos em adorar os deuses romanos; fazendo com que pareçam objetar ao domínio romano.
Plínio afirma que ele dá aos cristãos várias chances de afirmar que são inocentes e se recusaram três vezes, por isso foram executados. Plínio afirma que suas investigações não revelaram nada da parte dos cristãos, mas práticas inofensivas e "superstição excessiva e depravada". No entanto, Plínio parece preocupado com a rápida disseminação dessa "superstição"; e vê as reuniões cristãs como um potencial ponto de partida para a sedição.
A carta é o primeiro relato pagão a se referir ao cristianismo, fornecendo informações importantes sobre as primeiras crenças e práticas cristãs e como elas eram vistas e tratadas pelos romanos. A carta e a resposta de Trajano indicam que no momento da redação deste texto não havia perseguição sistemática e oficial aos cristãos no Império Romano. Houve perseguição aos cristãos antes disso, mas apenas localmente. A resposta de Trajano também oferece informações valiosas sobre a relação entre os governadores provinciais romanos e os imperadores e indica que na época os cristãos não eram procurados ou rastreados pelas ordens imperiais, e que as perseguições podiam ser locais e esporádicas.

## Contexto e visão geral

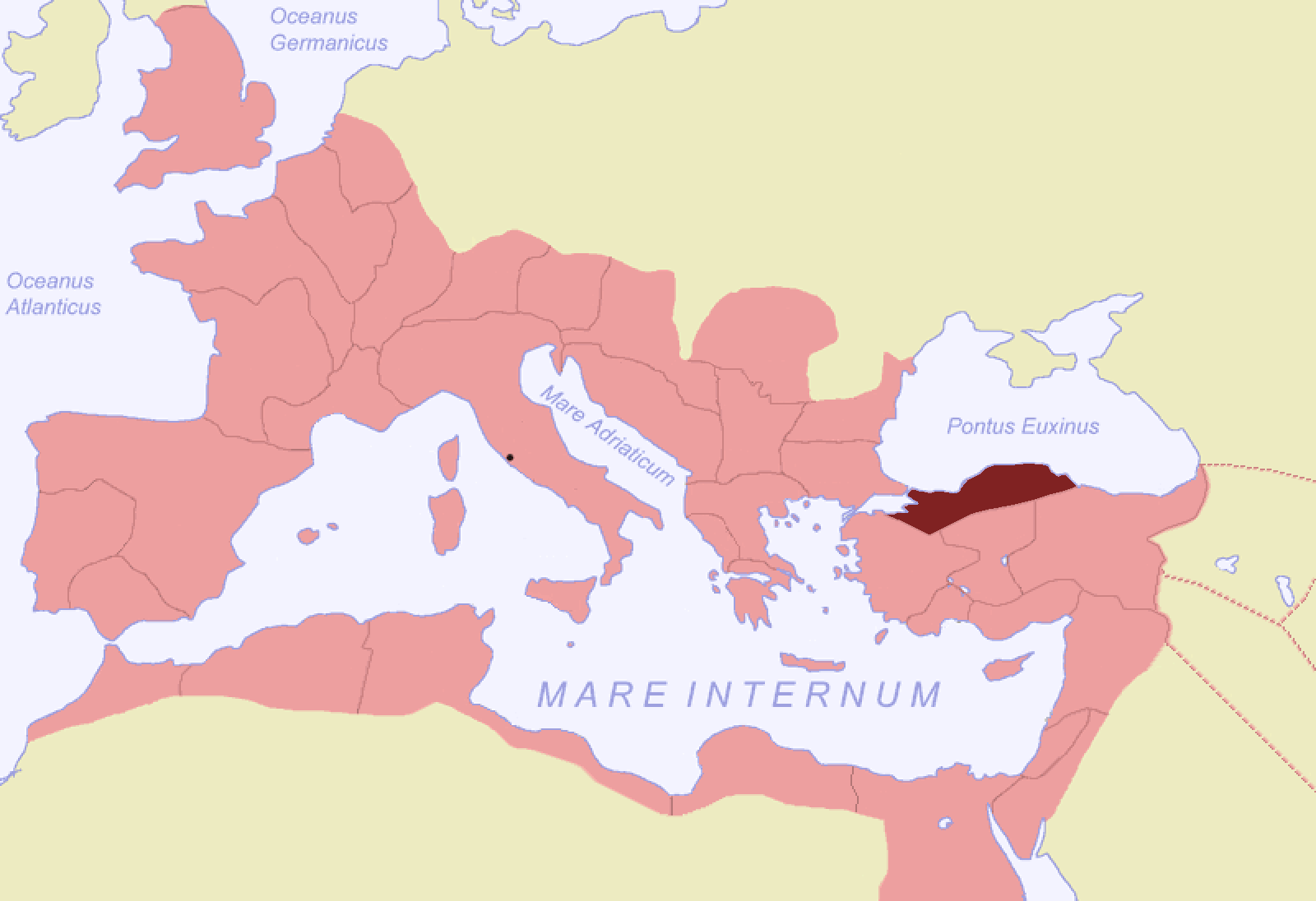
Localização de Bitínia e Ponto dentro do Império Romano

Plínio, o Jovem, era o governador de Bitínia e do Ponto, na costa do Mar Negro da Anatólia, tendo chegado lá por volta de setembro de 111, como representante do imperador Trajano. Plínio provavelmente escreveu as cartas de Amisus antes de seu mandato terminar em janeiro de 113. A origem do cristianismo nessa região não é conhecida, mas não tem sido associada às viagens do apóstolo Paulo. Dada a referência a Bitínia na abertura da Primeira Epístola de Pedro (que data dos anos 60), o cristianismo na região pode ter tido algumas associações petrinas através de Silas.
Em 111, a Bitínia e o Ponto eram conhecidos por estar em desordem, e Plínio foi selecionado por Trajano por causa de seu treinamento jurídico e de sua experiência passada. Plínio estava familiarizado com a região, tendo defendido dois de seus pro cônsules por extorsão no Senado, sendo um caso por volta de 103. No entanto, Plínio nunca havia realizado uma investigação legal dos cristãos e, portanto, consultou Trajano, a fim de estar em terreno sólido em relação a suas ações, e salvou suas cartas e as respostas de Trajano. A maneira como ele expressou sua falta de familiaridade com o procedimento pode indicar que tais processos contra os cristãos já haviam ocorrido antes (nomeadamente em Roma), mas Plínio não havia se envolvido neles.
Como governador, Plínio exerceu grande influência sobre todos os moradores de sua província. Isso foi especialmente verdade no tratamento legal dos cristãos. A construção legal romana de <i id="mwTg">cognitio extra ordinem dava</i> aos governantes uma grande discrição na decisão de casos legais.

### Perseguição aos cristãos
Antes do decreto de Décio, de 249 d.C. que exigia que todos os habitantes do Império Romano fizesse sacrifícios aos deuses romanos, a perseguição aos cristãos era baseada em determinações locais. Timothy Barnes caracteriza a situação afirmando: "A verdadeira perseguição ... foi local, esporádica, quase aleatória". Durante esse período, os governadores individuais trataram os cristãos de maneira muito diferente, dependendo das questões públicas e sociais, por exemplo: Tertuliano escreveu que nenhum sangue cristão foi derramado na África antes de 180.
Embora esteja claro que Plínio executou cristãos, nem Plínio nem Trajano mencionam o crime que os cristãos haviam cometido, exceto por serem cristãos; e outras fontes históricas não fornecem uma resposta simples para essa pergunta. A resposta de Trajano a Plínio deixa claro que ser conhecido como "cristão" era suficiente para uma ação judicial.
Everett Ferguson afirma que as acusações contra Plínio contra os cristãos podem ter sido parcialmente baseadas nos "crimes secretos" associados ao cristianismo, posteriormente caracterizados por Atenágoras de Atenas como ateísmo, festas canibais e incesto. As festas canibais e as acusações de incesto baseavam-se no mal-entendido do ato eucarístico e os cristãos se chamavam de "irmãos e irmãs", mesmo após o casamento. No entanto, a acusação de ateísmo estava relacionada ao fracasso em adorar os deuses do estado e fazia do cristianismo uma superstição e não uma religião. George Heyman afirma que a recusa dos cristãos em participar de rituais de sacrifício que honravam o imperador e, em vez disso, seguiam sua própria retórica e práticas de sacrifício em conflito com as formas romanas de controle social, tornando-os uma minoria indesejável. Ferguson afirma que Plínio viu a obstinação (contumacia) dos cristãos, tanto uma ameaça ao domínio e ordem romanos quanto a divergência de suas crenças dos romanos; e considerou as reuniões cristãs como um potencial ponto de partida para a sedição.

## Carta e resposta
Plínio inicia a carta (seções 1–4) com perguntas a Trajano sobre as provações de cristãos trazidas antes dele, pois ele diz que nunca esteve presente em nenhuma provação de cristãos. Isso pode indicar que julgamentos anteriores haviam ocorrido e que Plínio não tinha conhecimento de nenhum decreto existente sob Trajano por processar cristãos. Ele tem três perguntas principais:
- Deveria ser feita alguma distinção pela idade do cristão? Os muito jovens devem ser tratados de maneira diferente das pessoas maduras?
- Negar ser cristão significa que o acusado é perdoado?
- O “nome” do próprio cristianismo é suficiente para condenar o acusado ou são os crimes associados a ser cristão? (Nomen ipsum si flagitiis representam uma flagitia cohaerentia nomini puniantur.)

AN Sherwin-White afirma que “Quando a prática de uma seita foi proibida ... a acusação do nomen (“nome”), ou seja, pertencer a um grupo de culto, foi suficiente para garantir a condenação. Isso parecia incomumente perseguição religiosa às próprias vítimas, mas o terreno subjacente continuava sendo a flagitia ("atos vergonhosos") que deveria ser inseparável da prática do culto".

#### Formato de avaliação
Plínio explica como os julgamentos são conduzidos e os vários veredictos (seções 4-6). Ele diz que primeiro pergunta se o acusado é cristão: se eles confessam que são, ele os interroga duas vezes mais, por um total de três vezes, ameaçando-os com a morte se continuarem a confirmar suas crenças. Se eles não se retratam, ele ordena que sejam executados ou, se são cidadãos romanos, ordena que sejam levados para Roma. Apesar de sua incerteza sobre as ofensas relacionadas a ser cristão, Plínio diz que não tem dúvidas de que, seja qual for a natureza de seu credo, pelo menos a obstinação inflexível (obstinatio) e a obstinação (pertinacia) merecem punição. Isso mostra que, para as autoridades romanas, os cristãos eram hostis ao governo e desafiavam abertamente um magistrado que pedia que abandonassem um culto indesejado. Mais notavelmente, os cristãos presentes nesses julgamentos sobre os quais Plínio está investigando foram acusados por um documento anônimo publicado em particular e não por Plínio nem pelo império.
Havia três categorias de acusações de Plínio com os veredictos correspondentes. Se o acusado negou ter sido cristão, uma vez que oraram aos deuses romanos (em palavras ditadas pelo próprio Plínio), ofereceram incenso e vinho às imagens de Trajano e dos deuses, e amaldiçoaram a Cristo - o que Plínio diz ser verdade. Os cristãos são incapazes de fazer - eles foram então dispensados. Acusados de que eram cristãos em determinado momento, mas haviam abandonado a religião, também seguiram o procedimento mencionado e foram dispensados. Sherwin-White diz que o procedimento foi aprovado por Trajano, mas não era uma maneira de "forçar a conformidade com a religião do estado ou o culto imperial", que era uma prática voluntária. Aqueles que confessaram ser cristãos três vezes foram executados.

#### Práticas dos Cristãos

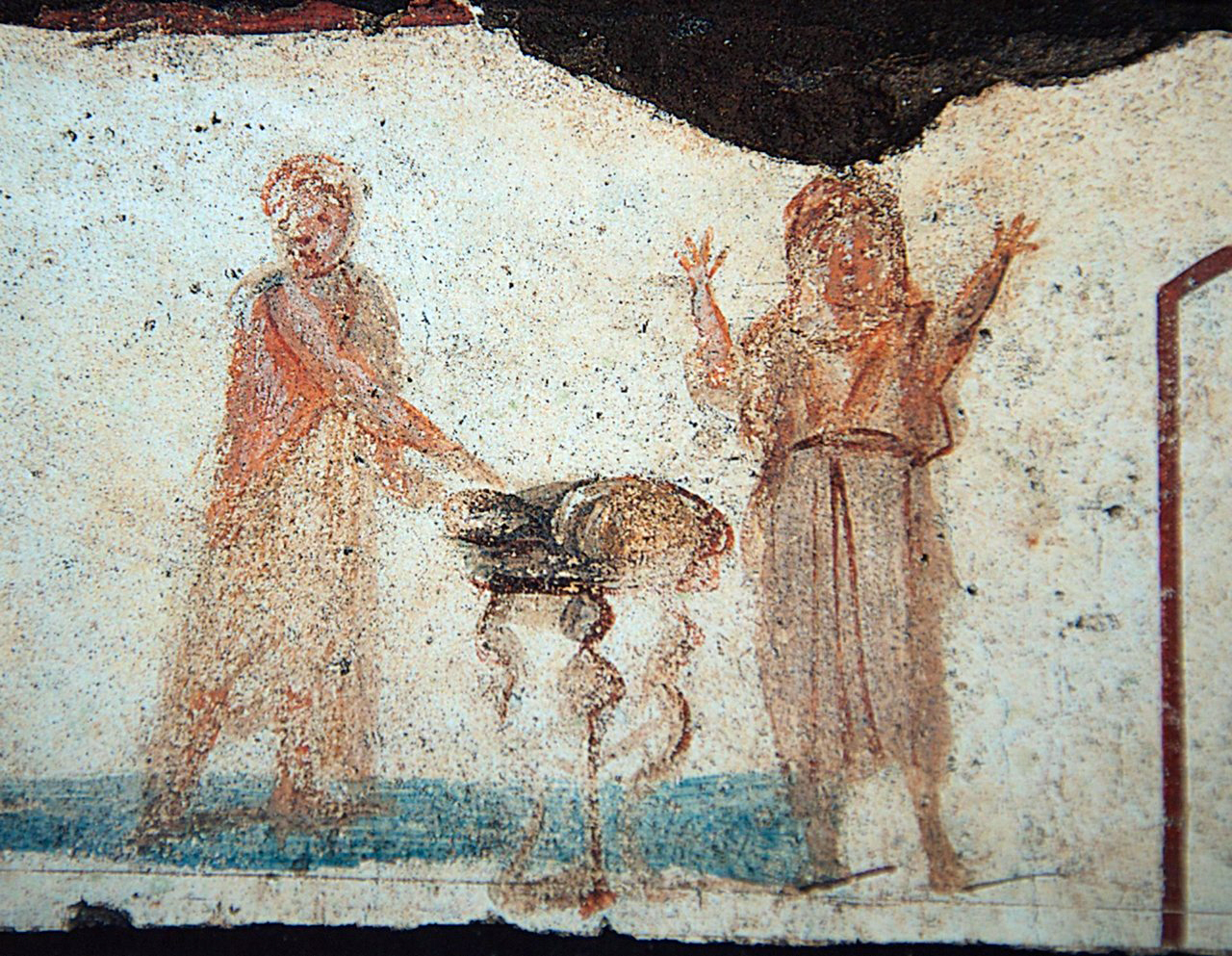
Representação do pão eucarístico cristão, catacumba de Calixto, século III

Plínio, em seguida, detalha as práticas dos cristãos (seções 7 a 10): ele diz que eles se reúnem em um certo dia antes da luz, onde se reúnem e cantam hinos a Cristo como a um deus. Todos eles se vinculam por juramento, "não a alguns crimes", diz Plínio, como se fosse o que ele esperava; em vez disso, comprometem- se a não cometer crimes como fraude, roubo ou adultério e, posteriormente, compartilham uma refeição de "comida comum e inocente". Plínio diz, no entanto, que todas essas práticas foram abandonadas pelos cristãos depois que Plínio proibiu quaisquer associações políticas (hetaeriai ou "fraternidades"). Esses clubes foram banidos porque Trajano os via como um "terreno fértil para reclamar" sobre a vida cívica e os assuntos políticos. Um exemplo de clube proibido foi a associação de bombeiros; da mesma forma, o cristianismo era visto como uma associação política que poderia ser potencialmente prejudicial ao império. No entanto, os cristãos parecem ter voluntariamente cumprido o decreto e interrompido suas práticas.
Plínio acrescenta que ele considerou necessário investigar mais, torturando duas escravas chamadas diaconisas, que era um procedimento padrão no interrogatório romano de escravos, e descobriu nada além de "superstição excessiva e depravada" (superstitio). Ao usar esta palavra em vez de religio, religião, Plínio está "denegrindo a posição dos cristãos" porque estava fora das práticas religiosas de Roma. O aparente abandono dos templos pagãos pelos cristãos era uma ameaça ao pax deorum, a harmonia ou acordo entre o divino e os humanos, e temia-se a subversão política por novos grupos religiosos, que era tratada como um crime em potencial.
Plínio termina a carta dizendo que o cristianismo está colocando em risco pessoas de todas as idades e níveis e se espalhou não apenas pelas cidades, mas também pelas aldeias rurais (neque tantum ... sed etiam), mas que será possível conferir. Ele argumenta sobre seu procedimento para Trajano dizendo que os templos e festivais religiosos, que antes estavam desertos, estão agora florescendo novamente e que há uma demanda crescente por animais de sacrifício mais uma vez - um mergulho e subida que AN Sherwin-White acredita ser um exagero do pedágio que o cristianismo havia assumido no culto tradicional.

### Resposta de Trajano

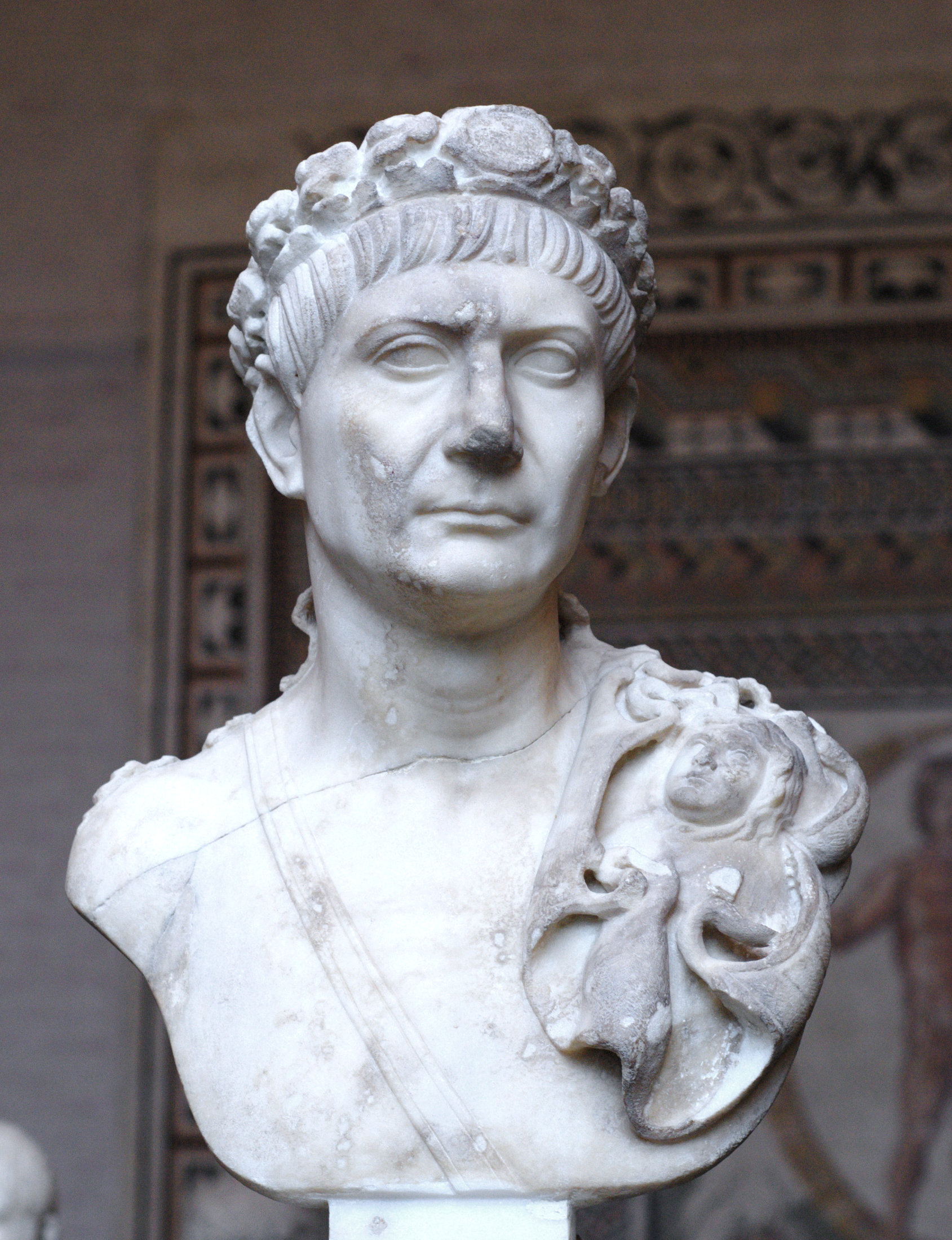
Estátua de Trajano, Glyptothek, Munique

A resposta curta de Trajano a Plínio afirma o procedimento geral de Plínio e dá quatro ordens:
1. Não procure os cristãos para julgamento.
2. Se os acusados são considerados culpados de serem cristãos, devem ser punidos.
3. Se os acusados negam que são cristãos e demonstram que não adoram os deuses, devem ser perdoados.
4. Acusações anônimas não devem ser consideradas.

Leonard L. Thompson chama a política de "gume duplo", já que "por um lado, os cristãos não foram caçados. Eles foram julgados apenas se acusações de provinciais locais foram feitas contra eles. Mas se acusados e condenados, então os cristãos ... eram mortos simplesmente por serem cristãos." Portanto, a visão de Plínio sobre o tratamento dos cristãos não era necessariamente perseguição, mas sim que os cristãos eram executados apenas quando foram apresentados a ele no julgamento e confessados; no entanto, perdões também foram dados àqueles que negaram tais acusações. O historiador britânico Ste. Croix diz que o curso de ação recomendado "foi 'acusatório' e não 'inquisitorial'", de modo que nunca foram os próprios governadores, mas sim os acusadores locais (delatores) que provocaram acusações.

## Significado
A carta de Plínio é o relato pagão mais antigo a se referir aos cristãos primitivos e fornece uma descrição essencial dos processos e problemas administrativos romanos. A correspondência entre Plínio e o imperador Trajano mostra que o Império Romano, como entidade governamental, naquele momento não "procurou" os cristãos para serem processados ou perseguidos. Embora o imperador Trajano tenha dado conselhos específicos a Plínio sobre desconsiderar acusações anônimas, por exemplo, ele foi deliberado em não estabelecer novas regras em relação aos cristãos. Ao fazer isso, Trajano permitiu que Plínio tentasse casos de acordo com sua discrição.
A carta apóia a existência da Igreja Cristã primitiva e seu rápido crescimento e fala do seu sistema de crenças. Também fornece evidências valiosas sobre as atitudes das autoridades romanas em relação ao cristianismo primitivo.

## Outras fontes romanas
Plínio é um dos três principais autores romanos que se referem aos primeiros cristãos, sendo os outros dois Tácito e Suetônio. Esses autores se referem a eventos que ocorrem durante o reinado de vários imperadores romanos, Suetônio escrevendo sobre uma expulsão de Roma de judeus por causa de distúrbios instigados por um certo "Cresto" durante o reinado de Cláudio (41 a 54), e também punições por Nero (que reinou de 54 a 68), Tácito se refere às ações de Nero após o Grande Incêndio de Roma em 64 d.C., enquanto Plínio escreve para Trajano. Mas a ordem cronológica da documentação começa com Plínio escrevendo por volta de 111, depois Tácito escrevendo nos Anais por volta de 115/116 e Suetônio escrevendo nas Vidas dos Doze Césares por volta de 122.